# Walter Lantz
Walter Benjamin Lantz (New Rochelle, 27 aprile 1899 – Burbank, 22 marzo 1994) è stato un fumettista e regista statunitense.

## Biografia
Lantz nacque a New Rochelle da genitori italiani, Francesco Paolo Lantz (cognome italiano Lanza) e Maria Gervasi di Calitri. Secondo la biografia di Joe Adamson, The Walter Lantz Story, al padre di Lantz fu cambiato il cognome all'ufficio immigrazione e fu anglicizzato. Walter Lantz sin da piccolo era interessato all'arte, partecipando a un corso di disegno per corrispondenza a 12 anni. La prima ispirazione gli giunse quando vide il cortometraggio animato di Winsor McCay, Gertie the Dinosaur.
Mentre lavorava come meccanico, Lantz ebbe la sua prima svolta: un affezionato cliente, Fred Kafka, rimase colpito dai suoi disegni sulla bacheca del garage, così decise di finanziare gli studi di Lantz alla Art Students League di New York. Kafka lo aiutò anche a trovare un posto come copista del New York American, di proprietà di William Randolph Hearst. Lantz lavorava al giornale e frequentava la scuola d'arte di notte.
All'età di 16 anni, Lantz lavorava nel dipartimento di animazione sotto la direzione di Gregory La Cava. In seguito ha lavorato presso i John R. Bray Studios nella serie di "Jerry On The Job". Nel 1924, Lantz ha diretto, animato e persino recitato nella sua prima serie di cartoni animati, "Dinky Doodle", che comprendeva i famosi pantaloncini animati della fiaba Cenerentola (1925) e Cappuccetto rosso (1925). Lantz presto sostituì George "Vernon" Stallings come capo della produzione di Bray. Negli anni venti, Bray iniziò a mettersi in concorrenza con Hal Roach, il "re dei due rulli" cinematografici). Su consiglio dell'amico Robert G. Vignola, Lantz si trasferì a Hollywood, in California, dopo che Bray passò ad uno studio cinematografico nel 1927 - dove tentò di creare un suo studio di animazione con Pinto Colvig, ma i loro cartoni animati non furono mai prodotti. Nel frattempo, ha lavorato brevemente per il regista Frank Capra ed è stato uno scrittore di fumetti per le commedie di Mack Sennett (uno dei più noti produttori di comiche mute). Ha anche fatto ricorso a lavori strani, uno dei quali era l'autista di uno dei più importanti magnati di Hollywood.

### Oswald il coniglio fortunato
Nel 1928, Lantz fu assunto da Charles B. Mintz come regista della serie di cartoni animati Oswald il coniglio fortunato (Oswald the Lucky Rabbit) per la Universal Pictures. All'inizio di quell'anno, Mintz e suo cognato George Winkler erano riusciti a strappare Oswald al creatore del personaggio, Walt Disney. Il presidente della Universal, Carl Laemmle rimase però insoddisfatto dal lavoro del duo Mintz-Winkler e li licenziò, decidendo invece di produrre i corti di Oswald direttamente alla Universal. 
Un giorno, discutendo scherzosamente con Laemmle, Lantz scommise che se avesse potuto batterlo in una partita di poker, la proprietà del personaggio sarebbe passata a lui. Come il destino avrebbe voluto, Lantz vinse la scommessa, e Oswald divenne il suo personaggio. Lantz ha ereditato molti dei suoi collaboratori iniziali, tra cui l'animatore Tom Palmer e il musicista Bert Fiske dello studio Winkler, ma soprattutto ha scelto il collega animatore di New York, Bill Nolan, per aiutarlo a sviluppare la serie. Le precedenti credenziali di Nolan comprendevano l'invenzione delle scenografie panoramiche e lo sviluppo del personaggio "Felix the Cat" (da noi conosciuto prima come "Mio Mao" e successivamente come "Gatto Felix"). Nolan era (ed è tuttora) rimasto noto per aver perfezionato la tecnica di animazione definita "rubber hose". Nel settembre del 1929, Lantz pubblicò il suo primo cartone animato, "Race Riot".
Nel 1931, Lantz creò il personaggio Pooch the Pup, un cane antropomorfo che fu protagonista di tredici cortometraggi in bianco e nero.
Nel 1935 si separò da Nolan. Lantz divenne un produttore indipendente, fornendo cartoni animati alla Universal invece di supervisionare semplicemente il dipartimento dell'animazione. Nel 1940, stava negoziando la proprietà dei personaggi con cui aveva lavorato.
Quando Oswald esaurì il suo momento d'oro, Lantz necessitò di un nuovo personaggio. Meany, Miny e Moe (tre scimpanzé non meglio addestrati), Baby-Face Mouse, Snuffy Skunk, Doxie (un bassotto a fumetti) e Jock and Jill (scimmie che assomigliavano a Bosko della Warner Bros.), erano alcune personalità a cui Lantz e il suo staff lavorarono. Tuttavia, un altro personaggio, Andy Panda, si distinse tra tutti e divenne presto la stella principale di Lantz per la stagione di produzione 1939-1940.

### Picchiarello
Il maggiore successo lo ottenne con la creazione di Picchiarello, che fu il protagonista di oltre 140 cortometraggi prodotti dalla Universal Pictures. Nel 1940, Lantz sposò l'attrice Grace Stafford. Durante la loro luna di miele, la coppia sentì in continuazione un picchio che incessantemente beccava sul tetto. Grace suggerì quindi a Walter di usare l'uccello come fonte di ispirazione per i cartoni animati. Seguendo il suo consiglio, anche se un po' scettico, Lantz fece debuttare Woody Woodpecker in un corto proprio di Andy Panda, "Knock Knock". Il carattere sfacciato e svitato del picchio era simile a quello del primo Daffy Duck, Lantz rimase sufficientemente confortato dai riscontri ottenuti dal primo "corto" con il picchio, maturando perciò la decisione di costruire una serie attorno ad esso.
Mel Blanc fu scelto per fornire la voce di Woody nei primi tre cartoni animati. Quando Blanc accettò un contratto a tempo pieno con Leon Schlesinger Productions / Warner Bros. e lasciò lo studio di Lantz, la voce di Woody fu rilevata da Danny Webb e successivamente da Kent Rogers. Dopo che Rogers entrò in servizio a causa della seconda guerra mondiale, il gagman Ben Hardaway, l'uomo che era la forza principale durante la lavorazione di "Knock Knock", divenne la voce dell'uccello. Nonostante questo, la risata caratteristica ideata da Blanc venne comunque utilizzata nei cartoni animati a seguire.
Nel 1948, lo studio di Lantz creò anche una canzone di successo che fu persino candidata all'Oscar, intitolata "The Woody Woodpecker Song", contenente la voce originale di Mel Blanc. Blanc fece però causa a Lantz per mezzo milione di dollari, sostenendo che Lantz aveva usato la sua voce nei cartoni successivi alla sua collaborazione, senza averne chiesto il permesso. Il giudice, tuttavia, diede ragione a Lantz, sostenendo che Blanc non era riuscito a tutelare la sua voce o i suoi contributi. Sebbene Lantz abbia vinto la causa, fu costretto a risarcire Blanc in un accordo extragiudiziale in seguito a un ricorso presentato dal doppiatore, trovandosi costretto a mettersi alla ricerca di una nuova voce per Woody Woodpecker.
Nel 1950, Lantz valutò alcune candidature nel corso di alcune audizioni. Grace, la moglie di Lantz, si offrì per fare lei stessa la voce di Woody; tuttavia, Lantz la rifiutò poiché Woody era un personaggio maschile. Non scoraggiato minimamente, Grace creò un suo nastro di audizione anonimo e lo presentò allo studio. Ascoltando il nastro e non sospettando minimamente chi ci fosse dietro la voce che sentiva, Lantz scelse proprio la voce di Grace per Woody Woodpecker. La moglie fornì la voce di Woody fino alla fine della produzione nel 1972 e si esibì doppiando anche cartoni animati non-Woody. All'inizio, Grace diede la voce a Woody senza voler essere accreditata sullo schermo temendo che gli spettatori, soprattutto i bambini, sarebbero rimasti delusi venendo a sapere che Woody Woodpecker fosse doppiato da una donna. Tuttavia, presto venne ad apprezzare di essere conosciuta come la voce di Woody Woodpecker, e permise al suo nome di essere accreditato sullo schermo. La sua versione di Woody era più carina e amichevole rispetto a quella più "folle" del Woody anni '40, così gli artisti di Lantz ridisegnarono il personaggio per adattarlo alla nuova personalità.
Il rapporto armonioso di Lantz con la Universal, lo studio che pubblicò per anni i suoi cartoni animati, fu scosso quando la nuova proprietà trasformò l'azienda in "Universal-International" e abolì molte delle politiche aziendali di Universal. Il nuovo management insisteva nel possedere diritti di licenza e di merchandising per i personaggi di Lantz. Lantz rifiutò e si ritirò dalla casa madre alla fine del 1947, pubblicando 12 cortometraggi in modo indipendente attraverso la United Artists tra il 1948 e l'inizio del 1949. Le difficoltà finanziarie costrinsero però Lantz a chiudere il suo studio nel 1949. La "Universal-International" distribuì i corti di Lantz prodotti per la United Artists (e diversi altri prodotti in precedenza) e infine sistemò i conti con Lantz, che riuscì a riprendere la produzione dei suoi cartoni animati nel 1951. Da questo punto in avanti, Lantz lavorò più velocemente ed economicamente, non utilizzando più i costosissimi sfondi artistici e lussureggianti che avevano caratterizzato il suo lavoro negli anni '40 .
Lantz utilizzò le sue apparizioni televisive in The Woody Woodpecker Show (iniziato nel 1957) per illustrare al pubblico il processo di animazione. Più tardi, Lantz intrattenne le truppe durante la guerra del Vietnam e visitò i reduci di guerra ricoverati negli ospedali. Negli anni '60, molti studi cinematografici avevano interrotto la loro produzione di cortometraggi animati, lasciando Walter Lantz come uno dei due produttori che ancora producevano cartoni animati per le sale cinematografiche (l'altro studio era quello della società DePatie-Freleng Enterprises). Lantz alla fine chiuse la Produzione nel 1972 (a quel punto, spiegò, era economicamente impossibile continuare a produrre cartoni animati per il cinema e rimanere in attività, mentre l'inflazione in aumento aveva in gran parte influito), perciò la Universal assolveva alle restanti richieste con le riedizioni dei suoi vecchi cartoni animati che venivano riproposti anche in TV. Giunto alla pensione, Lantz ha continuato a gestire le sue proprietà concedendole in licenza ai media. Ha continuato a disegnare e dipingere, vendendo con crescente successo i suoi dipinti di Woody Woodpecker. Oltre a ciò, ha lavorato con la Little League e altri gruppi giovanili nella sua zona. Nel 1982, Lantz donò 17 manufatti al National Museum of American History della Smithsonian Institution, tra cui un modello in legno di Woody Woodpecker (risalente al debutto ufficiale del personaggio dei cartoni animati nel 1941). La famiglia Lantz ebbe anche il tempo di visitare gli ospedali e altre istituzioni dove Walter disegnava Woody e Grace -la prima moglie - divertiva i pazienti imitando la voce di Woody con la sua caratteristica risata.
Durante gli anni '80 e '90, Lantz è stato membro del comitato consultivo del National Student Film Institute.
Nel 1990, Woody Woodpecker è stato insignito della stella sulla Hollywood Walk of Fame. Nel 1993, Lantz creò una borsa di studio di 10.000 Dollari ed un Premio in suo nome per gli animatori al California Institute of the Arts di Valencia. 

### Morte
Walter Lantz è morto al St. Joseph Medical Center di Burbank, in California per insufficienza cardiaca il 22 marzo 1994, all'età di 94 anni.